# 피터 백

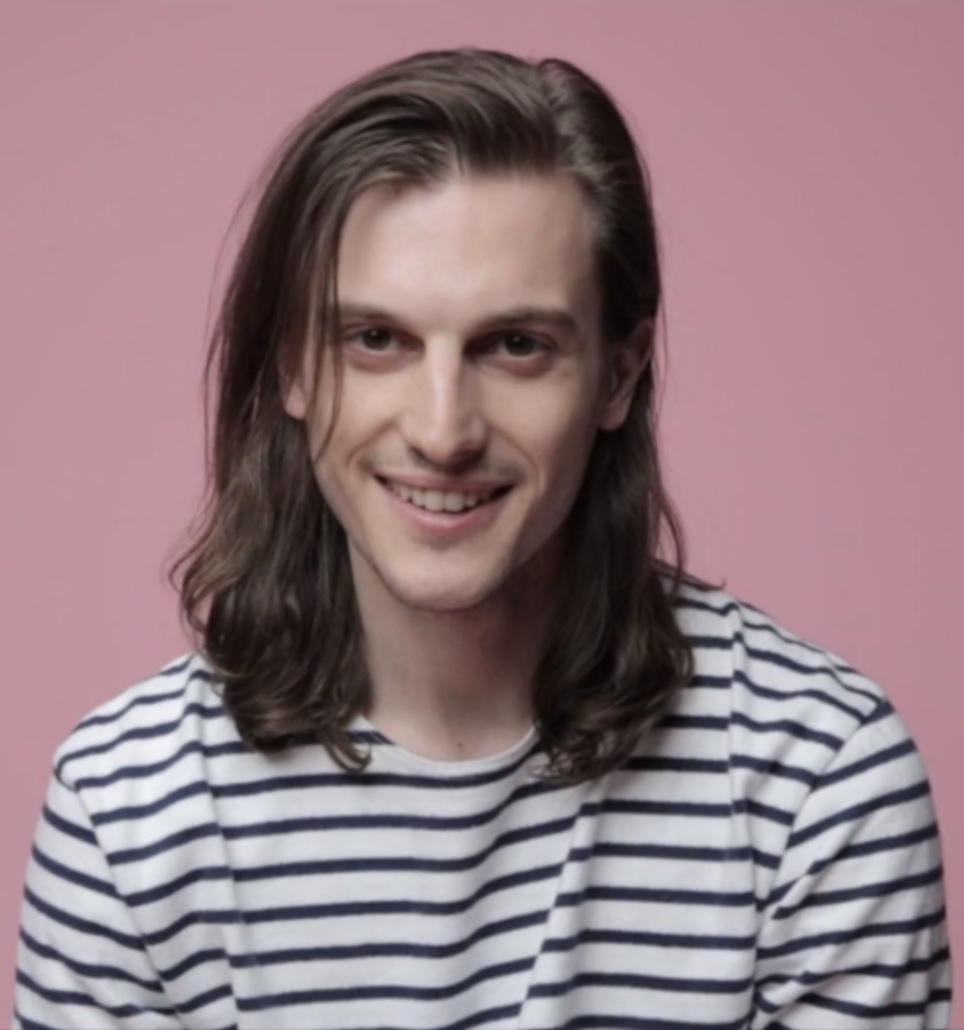

피터 백(Peter S. Brown, 1986년 9월 19일 ~ )은 미국의 배우, 성우, 각본가, 영화 제작자, 영화 감독이다.
웨스트빌리지에서 태어났다.

## 출연 작품
- Dear Diary (1996) - 단편
- Fort Tilden (2014)
- I Believe in Unicorns (2014) - 스털링 역
- 인턴 (2015) - 로비 역
- Lace Crater (2015)
- 6년의 사랑 (2015, 6 Years)
- Slash (2016)
- The Price (2017)
- 항문남녀 (2017, Assholes)
- 살인 예술가 (2017, M.F.A.) - 루크 역
- 애프터 에브리씽 (2018, After Everything)
- 출장 마사지 (2019, Deep Tissue) - 시배스천 역 (단편)
- 마 (2019)

### 텔레비전
- I Just Want My Pants Back (2011-12)
- 모차르트 인 더 정글 (2014-15) - 앨릭스 역